# Patrick Beneforti
Patrick Beneforti est un ancien footballeur français professionnel né le 28 octobre 1980 à Bastia. 

## Biographie
Formé au SC Bastia, Patrick Beneforti est lancé dans le monde professionnel en 2001-2002 et devient l'un des grands espoirs du club corse en disputant 28 matchs et en étant
finaliste de la Coupe de France en 2002 avec le SC Bastia. 
Après cette saison réussie, il estime mériter un meilleur salaire que les 5000 € mensuels proposés par son club formateur. En fin de contrat, il s'envole alors pour l'Italie et Udinese qui lui propose 20 000 € mensuels. Mais le règlement international a instauré peu auparavant une clause de formation et le SC Bastia réclame la somme de 2,6 M€, tandis que la FIFA tarde à trancher. Udinese préfère rompre son contrat.
Ne pouvant plus signer ailleurs qu'au sein de son club formateur, les dirigeants bastiais décident de lui proposer un contrat de deux ans, et lui font payer sa désinvolture passé en le prêtant immédiatement à Châteauroux en...Ligue 2 où il réalise une saison moyenne.

Toujours pas en vue en Corse, il est de nouveau prêté à FC Istres, où sa saison est décevante. Malgré sa participation à la montée en ligue 1, il ne joue que six rencontres de L2. 
Dès lors, le joueur n'aura de cesse de descendre les échelons. 
Plus en odeur de sainteté à Bastia et libre contractuellement, il part pour GFCO Ajaccio en National. Après deux saisons à ce niveau, il descend en CFA avec ce club mais reste malgré tout au Gazélec. En 2008, il tente un retour dans la ville qui la révélée mais chez le club rival le CA Bastia toujours en CFA. Il quitte le club le club en 2012 après avoir obtenu la montée en National. 
Il opte alors pour un autre club corse : l'AS Furiani, cette fois en CFA 2. Pour sa première saison au sein de l'effectif, le club obtient son maintien dans l'équivalent de la cinquième division. 
Ce sera son dernier club et le joueur prend sa retraite à la fin de la saison 2016.

## Carrière de joueur
- 2000-2002 : SC Bastia
- 2002 : Udinese Calcio
- 2002-2003 : LB Châteauroux
- 2003-2005 : FC Istres
- 2005-2008 : Gazélec Ajaccio
- 2008-2012  : CA Bastia
- 2012-2016 : AS Furiani[1]

## Palmarès
- Finaliste de la Coupe de France en 2002 avec le SC Bastia
- Champion de CFA 2012 avec le CA Bastia [2]. Promu en National.